# Nicky Byrne
Nicholas Bernard James Adam Byrne (ur. 9 października 1978 w Dublinie) – irlandzki piosenkarz i prezenter telewizyjny. 
W latach 1998–2012 i od 2018 wokalista zespołu popowego Westlife. Reprezentant Irlandii w 61. Konkursie Piosenki Eurowizji (2016).

## Życiorys

### Wczesne lata
Przed rozpoczęciem kariery muzycznej był piłkarzem, zawodnikiem reprezentacji Irlandii na kilku szczeblach juniorskich.

### Kariera muzyczna
W czerwcu 1998 dostał propozycję dołączenia do nowo tworzonego zespołu Westlife od ówczesnego menedżera grupy Boyzone, Louisa Walsha. Dołączył do składu, w którym znaleźli się także Kian Egan, Mark Feehily, Shane Filan i Brian McFadden. Zespół był aktywny w latach 1998–2012, a jego nagrania sprzedały się w łącznym nakładzie ponad 50 milionów egzemplarzy na całym świecie. W 2018 powrócił do składu reaktywowanego zespołu.
W 2002 wraz z piłkarzami reprezentacji Irlandii w piłce nożnej nagrał irlandzki hymn Mistrzostw Świata w Piłce Nożnej 2002, "Here Come The Good Times (Ireland)". W tym samym roku współprowadził program CD:UK. Rok później poprowadził ceremonię zamknięcia Olimpiady Specjalnej w Dublinie. Występował w akcjach Children in Need i Comic Relief.

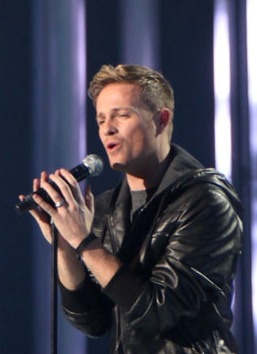
Byrne (2009)

W 2013 współprowadził program The Hit na RTÉ One, a w latach 2014–2019 prowadził autorski program The Nicky Byrne Show. W maju 2016, reprezentując Irlandię z utworem „Sunlight”, uczestniczył w 61. Konkursie Piosenki Eurowizji w Sztokholmie.

### Życie prywatne
5 sierpnia 2003 w Wicklow wziął ślub z Georginą Ahern, z którą ma troje dzieci, synów-bliźniaków: Rocco i Jaya (ur. 20 kwietnia 2007) i córkę Gię (ur. 23 października 2013).